# Radamisto
Radamisto (HWV 12) er en opera i tre akter af Georg Friedrich Händel til en italiensk libretto af Nicola Francesco Haym, baseret på L'amor tirannico, o Zenobia af Domenico Lalli og Zenobia af Matteo Noris. Det var Händels første opera for Royal Academy of Music.

## Opførelseshistorie
Operaen blev uropført på King's Theatre i London den 27. april 1720 og blev anset for at være en succes, hvilket resulterede i yderligere ti forestillinger. En revideret version med forskellige sangere blev skrevet til en genførelse den 28. december 1720. Flere revisioner fulgte og nye udgaver af operaen blev opført i 1721 og i 1728. Den blev også opført i Hamborg. Den første moderne præstation fandt sted i Göttingen den 27. juni 1927.
Den første produktion i USA, i en semi-scenisk version, fandt sted den 16. februar 1980 i Washington, DC og den første fulde iscenesættelse fandt sted på Mannes College i New York den 10. januar 1992. Ellers har der været langt mellem opførelserne i moderne tid: Göttingen Festivals produktion fra 1993 i Zürich, der blev dirigeret af Nicholas McGegan, er senere indspillet af Harmonia Mundi. Opera McGill i Montréal opførte versionen fra 1720 i maj 2006, mens Santa Fe Opera har opført den med kontratenoren David Daniels i sin 2008-sæson.

## Roller
| Rolle                                    | Stemmetype                          | Originalbesætning, 27. april 1720 | Besætning ved premieren på den reviderede udgave, 28. december 1720 | Besætning ved premieren på den reviderede udgave, 1728 |
| ---------------------------------------- | ----------------------------------- | --------------------------------- | ------------------------------------------------------------------- | ------------------------------------------------------ |
| Radamisto, søn af Farasmane              | Sopran / Kastratalt                 | Margherita Durastanti             | Senesino                                                            | Senesino                                               |
| Zenobia, hans kone                       | Alt / sopran / mezzosopran          | Anastasia Robinson                | Margherita Durastanti                                               | Faustina Bordoni                                       |
| Tiridate, konge af Armenien              | Tenor / bas                         | Alexander Gordon                  | Giuseppe Maria Boschi                                               | Giuseppe Maria Boschi                                  |
| Polissena,hans kone, datter af Farasmane | Sopran                              | Ann Turner Robinson               | Maddalena Salvai                                                    | Francesca Cuzzoni                                      |
| Farasmane, konge af Thrakien             | Bas                                 | Lagarde                           | Lagarde                                                             | Giovanni Battista Palmerini                            |
| Tigrane, prins af Pontus                 | Sopran / soprankastrat / altkastrat | Caterina Galerati                 | Matteo Berselli                                                     | Antonio Baldi                                          |
| Fraarte, Tiridates bror                  | Soprankastrat / soprano             | Benedetto Baldassari              | Caterina Galerati                                                   | (Rollen er fjernet i denne version)                    |

## Libretto
Operaen foregår i Armenien i 53 e.Kr. og er baseret på Tacitus' Annales. Den handler om Tiridate, der er lidenskabeligt forelsket i Zenobia, selvom hun er lykkeligt gift med Radamisto.

## Partitur
- Partituret Arkiveret 11. januar 2022 hos  Wayback Machine til Radamisto (red. Friedrich Chrysander, Leipzig 1875)